# XII з'їзд КП(б)У
XII з'їзд КП(б)У — з'їзд Комуністичної партії (більшовиків) України, що відбувся 18—23 січня 1934 року в Харкові.
На з'їзд було обрано 754 делегати з ухвальним голосом і 423 — з дорадчим, які представляли 300 113 членів і 153 413 кандидатів у члени партії.

## Порядок денний з'їзду
1. Доповідь про роботу ЦК ВКП(б).
2. Звіт ЦК КП(б)У.
3. Звіт Ревізійної комісії КП(б)У.
4. Звіт ЦКК КП(б)У.
5. Про завдання колгоспного й радгоспного будівництва.
6. Вибори керівних органів КП(б)У.

## Рішення з'їзду
З’їзд ухвалив рішення надалі розвивати сільське господарство України шляхом зміцнення колгоспів і радгоспів, підвищення врожайності сільськогосподарських культур, розвитку тваринництва, підготовки кваліфікованих сількогосподарських кадрів.

## Про перенесення столиці УСРР із Харкова до Києва
Офіційно питання про перенесення столиці УСРР з Харкова до Києва 18 січня 1934 року на пленумі ЦК КП(б)У поставив другий секретар ЦК КП(б) України й одночасно перший секретар Харківського обкому Павло Постишев, який повідомив, що ЦК ВКП(б) й «особисто товариш Сталін» пропонують перенести столицю з Харкова до Києва.
21 січня 1934 року це рішення було затверджене спочатку XII з'їздом КП(б)У і того ж дня проведене по радянській (державній) лінії постановою Президії ВУЦВК.

## Керівні органи партії
Обрано Центральний комітет у складі 117 членів та 49 кандидатів у члени ЦК, Ревізійну комісію у складі 13 членів.

### Члени Центрального комітету
- Алексєєв Микита Олексійович[2]
- Амелін Михайло Петрович[3]
- Андреєв Сергій Ілліч[4]
- Асаткін Олександр Миколайович[5]
- Балицький Всеволод Аполлонович[4]
- Бегайло Роман Олександрович[6]
- Бричкін Сергій Олексійович[7]
- Брускін Олександр Давидович[8]
- Булат Гурген Осипович
- Вайнов Антон Романович[9]
- Ваньян Андрій Львович[10]
- Василенко Марко Сергійович[11]
- Вегер Євген Ілліч[12]
- Виростков Іван Олексійович[13]
- Власов Іван Васильович
- Войцехівський Юрій Олександрович[14]
- Волков Андрій Семенович
- Воробйов Іван Онисимович[15]
- Гавриленко Володимир Андрійович
- Гаврилов Іван Андрійович[16]
- Гарін Михайло Давидович
- Голуб Федір Якович[17]
- Голубенко Микола Васильович[18]
- Гопнер Серафима Іллівна
- Гулий Костянтин Макарович
- Дегтярьов Леонід Сергійович
- Демченко Микола Нестерович
- Демічев Михайло Панасович
- Дискантов Олександр Григорович
- Друскіс Франц Семенович
- Дубовий Іван Наумович
- Дудник Яким Минович
- Заривайко Прокіп Авдійович
- Затонський Володимир Петрович
- Зеленський Тимофій Петрович
- Зюльков Федір Іванович
- Іванов Микола Геннадійович
- Іванов Федір Іванович
- Ільїн Ілля Львович
- Ісаєв Іван Васильович
- Каганович Лазар Мойсейович
- Канторович Соломон Ілліч
- Карлсон Карл Мартинович
- Кацнельсон Зиновій Борисович
- Квятек Казимир Францович
- Кирилкін Іван Тарасович
- Кисельов Аркадій Леонтійович
- Кіллерог Михайло Маркович
- Кісіс Роберт Янович
- Клиновський Дмитро Степанович
- Коваль Ксенофонт Федорович
- Корженко Панас Трохимович
- Косіор Станіслав Вікентійович
- Коцюбинський Юрій Михайлович
- Кузьменко Василь Денисович
- Кулик Іван Юліанович
- Куріцин Василь Іванович
- Левітін Єфроїм Якович
- Левченко Микола Іванович
- Лейбензон Марк Львович
- Лісін Іван Іванович
- Литвин Михайло Йосипович
- Любченко Панас Петрович
- Макаров Іван Гаврилович
- Макаров Тимофій Георгійович
- Маркітан Павло Пилипович
- Масленко Павло Федорович
- Матвєєв Микола Іванович
- Михайлик Михайло Васильович
- Михайлов Василь Михайлович
- Мілх Лев Романович
- Мойсеєнко Костянтин Васильович
- Молотов В'ячеслав Михайлович
- Мусульбас Іван Андрійович
- Налімов Михайло Миколайович
- Окорков Костянтин Іванович
- Осьмов Микола Михайлович
- Паперний Лев Лазарович
- Пахомов Яків Захарович
- Певзнер Олександр Маркович
- Петровський Григорій Іванович
- Петровський Данило Іванович
- Пілацька Ольга Володимирівна
- Плачинда Іван Семенович[19]
- Поляков Василь Васильович
- Попов Микола Миколайович
- Порайко Василь Іванович
- Постишев Павло Петрович
- Потапенко Роман Якович
- Просвірнін Іван Олексійович
- Рекіс Олександр Олександрович
- Рогальов Федір Федорович
- Сапов Іван Андрійович
- Саркісов Саркіс Артемович
- Скалига Никифор Пилипович
- Соколов О. В.
- Соколов Олександр Гаврилович
- Сталін Йосип Віссаріонович
- Сухомлин Кирило Васильович
- Таран Сава Дмитрович
- Таран-Гончаренко Феодосій Прохорович
- Тараненко Корній Семенович
- Товстоп'ят Олексій Григорович
- Триліський Олексій Лукич
- Туровський Семен Абрамович
- Тьомкін Марк Мойсейович
- Фесенко Дмитро Семенович
- Фурер Веніамін Якович
- Хатаєвич Мендель Маркович
- Хаханьян Григорій Давидович
- Хвиля Андрій Ананійович
- Чернявський Володимир Ілліч
- Чубар Влас Якович
- Чувирін Михайло Євдокимович
- Шелехес Ілля Савелійович
- Шліхтер Олександр Григорович
- Якір Йона Еммануїлович

### Кандидати в члени Центрального комітету
- Ахматов Лев Соломонович
- Банкович Ян Мартинович
- Бенедиктов Борис Наумович
- Білик Павло Борисович
- Бірман Степан Павлович
- Бляхер Матвій Григорович
- Бобровник Олександр Миколайович
- Бойко Петро Дмитрович
- Бондаренко Іван Петрович
- Борщ Григорій Минович
- Варфоломєєв Максим Тимофійович
- Васильков Григорій Семенович
- Головаш Михайло Іванович
- Голубятніков Михайло Данилович
- Горбань Михайло Карпович
- Григор'єв Кузьма Миколайович
- Громілін Максим Іванович
- Грязєв Іван Якович
- Дитюк Степан Юхимович
- Єленін Георгій Семенович
- Закривидорога Людмила Корніївна
- Зорін Олексій Михайлович
- Зубов Олексій Ілліч
- Капелинський Ілля Юрійович
- Коваленко Олексій Сергійович
- Краєвський Йосип Еварестович
- Кужелло Ернест Францович
- Левінзон Михайло Львович
- Лепін Андрій Генріхович
- Мазо Соломон Самойлович
- Мазур Франц Тимофійович
- Михеєнко Дмитро Олександрович
- Нідер Еммануїл Людвігович
- Нурінов Олександр Агейович
- Орлов Наум Йосипович
- Пелевін Іван Всеволодович
- Петрушанський Рафаїл Романович
- Підсуха Василь Федорович
- Різниченко Яків Захарович
- Рибніков Нісен Йосипович
- Співак Іларіон Савелійович
- Степанський Ісаак Соломонович
- Струц Василь Никифорович
- Сулковський Федір Володимирович
- Тесленко Федір Петрович
- Ткач Марко Петрович
- Федяєв Іван Федорович
- Шлейфер Ілля Йосипович
- Шмідт Євген Августович

### Члени Ревізійної комісії
- Березкін Михайло (Марко) Федорович
- Богданов Михайло Сергійович
- Винокамінь Абрам Мойсейович
- Горлинський Кирило Іванович
- Дроб Григорій Маркович
- Завіцький Герман Михайлович
- Земляний Арон Соломонович
- Іванов Василь Тимофійович
- Обушний Лука Каленикович (Костянтинович)
- Розіт Альфред Ріхардович
- Сердюк Іван Степанович
- Сороцький Лев Мойсейович
- Стасюк Текля Василівна

## Зміни складу ЦК у період між з'їздами
3 листопада 1934 року на Пленумі ЦК КП(б)У зі складу членів ЦК КП(б)У виведений Коцюбинський Юрій Михайлович.
26—30 січня 1936 року на Пленумі ЦК КП(б)У зі складу членів ЦК КП(б)У виведений Михайлик Михайло Васильович, зі складу кандидатів у члени ЦК КП(б)У виведений Ахматов Лев Соломонович.
20—23 травня 1936 року на Пленумі ЦК КП(б)У зі складу членів ЦК КП(б)У виведені Виростков Іван Олексійович, Гулий Костянтин Макарович, Заривайко Прокіп Авдійович.
3-8 січня 1937 року на Пленумі ЦК КП(б)У до складу ЦК КП(б)У кооптований Кудрявцев Сергій Олександрович; зі складу членів ЦК КП(б)У виведені Бегайло Роман Олександрович, Булат Гурген Осипович, Вайнов Антон Романович, Ваньян Андрій Львович, Гарін Михайло Давидович, Дегтярьов Леонід Сергійович, Друскіс Франц Семенович, Іванов Федір Іванович, Кирилкін Іван Тарасович, Михайлов Василь Михайлович, Окорков Костянтин Іванович, Пахомов Яків Захарович, Певзнер Олександр Маркович, Петровський Данило Іванович, Плачинда Іван Семенович, Соколов Олександр Гаврилович, Тараненко Корній Семенович; зі складу кандидатів у члени ЦК КП(б)У виведені Банкович Ян Мартинович, Бляхер Матвій Григорович, Громілін Максим Іванович, Зубов Олексій Ілліч, Краєвський Йосип Еварестович, Підсуха Василь Федорович, Шлейфер Ілля Йосипович.
31 січня — 3 лютого 1937 року на Пленумі ЦК КП(б)У до складу ЦК КП(б)У кооптований Гикало Микола Федорович; зі складу членів ЦК КП(б)У виведені Ільїн Ілля Львович, Сапов Іван Андрійович.
17 березня 1937 року на Пленумі ЦК КП(б)У зі складу членів ЦК КП(б)У виведені Голуб Федір Якович, Скалига Никифор Пилипович.